# Annika Meyer
Annika Meyer (* 30. Mai 1994 in Haderslev) ist eine dänische Handballspielerin.

## Familie
Annika Meyers Familie gehört zur deutschen Minderheit, die an der dänisch-deutschen Grenze lebt. Sie besuchte einen deutschsprachigen Kindergarten und eine deutschsprachige Schule, weshalb sie neben Dänisch auch Deutsch spricht.

## Karriere
Annika Meyer spielte anfangs im Jugendbereich vom dänischen Verein SønderjyskE. Im Sommer 2012 schloss sich die Kreisläuferin dem dänischen Erstligisten HC Odense an. In fünf Erstligapartien erzielte sie 14 Treffer für Odense. Ab der Saison 2013/14 lief die deutschstämmige Spielerin für den Bundesligisten VfL Oldenburg auf. In der Saison 2016/17 lief sie für Buxtehuder SV auf. Mit dem BSV gewann sie 2017 den DHB-Pokal. Im Sommer 2017 wechselte sie zum dänischen Erstligisten København Håndbold. Mit København Håndbold gewann sie 2018 die dänische Meisterschaft, die erste für København Håndbold. Ab dem Sommer 2019 lief Meyer für Aarhus United auf. In der Saison 2021/22 stand sie beim deutschen Bundesligisten Thüringer HC unter Vertrag. Anschließend wechselte sie zum Ligakonkurrenten SG BBM Bietigheim. Mit Bietigheim gewann sie 2023 sowohl die deutsche Meisterschaft als auch den DHB-Pokal. Im Sommer 2023 wechselte sie zum dänischen Verein Horsens HK. Zwei Jahre später kehrte sie zu København Håndbold zurück.
Meyer bestritt 33 Länderspiele für die dänische Jugend-Nationalmannschaft sowie 37 Länderspiele Juniorinnen-Nationalmannschaft. Im Sommer 2012 gewann sie mit der dänischen Auswahl die U18-Weltmeisterschaft. Bei der U19-Europameisterschaft 2013 errang sie den dritten Platz. Darüber hinaus wurde sie zur besten Abwehrspielerin des Turniers gewählt. Ein Jahr später belegte sie bei der U18-Weltmeisterschaft wiederum den dritten Platz.